# EverTune

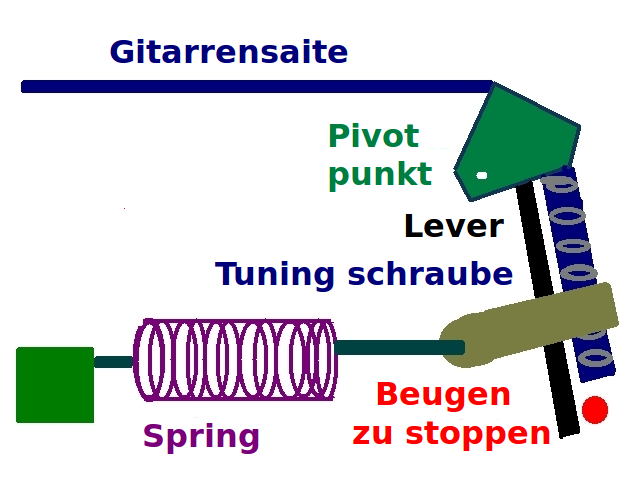
Der Mechanismus sorgt für eine konstante Spannung an einer Schnur. Er arbeitet mit einem Hebel, einem Drehpunkt und einer Schraubenzugfeder.

Evertune ist ein US-amerikanisches Unternehmen, das für die Entwicklung des gleichnamigen Evertune-Steg bekannt ist. Es handelt sich dabei um eine mechanische Vorrichtung, die eine Gitarrensaite immer in der gleichen Spannung und damit auch in der Stimmung hält. 
Der Ingenieur und Erfinder Cosmos Lyles hat dieses Feder- und Hebel-System 2006 entwickelt und patentiert.
EverTune wurde im Oktober 2010 am Markt eingeführt, allerdings nur als Nachrüststeg. EverTune wird seit Frühjahr 2011 erstmals an der GEWA-music-Gitarre VGS Radioactive TD-Special, einer Tommy-Denander-Signature-Gitarre, serienmäßig verwendet.
Die The New York Times hat die Erfindung unter die „30 innovativen Ideen für das Jahr 2010“ gelistet.

## Hintergrund
Bauartbedingt kommt es insbesondere bei Gitarren dazu, dass die Gitarrensaiten beim Spielen über das gesamte Griffbrett nicht mehr in der eigentlichen Stimmung sind. Dies tritt vor allem bei gegriffenen Akkorden oder beim sogenannten Bending auf.

## Modelle
Der Evertune-Steg ist inzwischen auch auf einer Vielzahl von Gitarrenmodellen serienmäßig verbaut. Bekannte Marken wie beispielsweise Ibanez, ESP, Jackson oder Schecter bieten verschiedene Modelle an. Den Evertune-Steg gibt es (Stand 2025) auch für Siebensaitige Gitarren oder Achtsaitige Gitarren und auch für E-Bass.